# Deuces Wild
Deuces Wild ist ein Album mit Duetten, das B. B. King 1997 für MCA Records aufgenommen hat. Neben Größen der Bluesmusik singt B. B. King Duette mit Heavy D., einem Rapper, oder Willie Nelson, einem der Großen der Countrymusik. Der weltumspannende Ruhm Kings ist an der Tatsache abzulesen, dass auch viele europäische Musiker mit ihm ein Duett singen bzw. die Entstehung des Albums als Musiker unterstützten (Zucchero, Van Morrison, The Rolling Stones, Mick Hucknall ...), die aber teilweise nur auf der CD für den europäischen Markt zu hören sind (Jools Holland, Dionne Warwick, Paul Carrack, Zucchero).
Von der Kritik wurde das Album größtenteils abgelehnt, aber in den Billboard-Charts erreichte es den Spitzenplatz. Trotz der Ablehnung durch die Kritiker wurde das Album 1999 für den Grammy in der Kategorie Best Contemporary Blues Album nominiert.

## Titelliste
| Track Nummer | Titel und Laufzeit                          | mit                          |
| ------------ | ------------------------------------------- | ---------------------------- |
| 1            | If You Love Me 5:48                         | Van Morrison                 |
| 2            | The Thrill Is Gone 5:00                     | Tracy Chapman                |
| 3            | Rock Me Baby 6:38                           | Eric Clapton                 |
| 4            | Please Send Me Someone to Love 4:16         | Mick Hucknall                |
| 5            | Baby I Love You 4:00                        | Bonnie Raitt                 |
| 6            | Ain't Nobody Home 5:18                      | D’Angelo                     |
| 7            | Pauly´s Birthday Boogie 3:38                | Jools Holland                |
| 8            | There Must Be a Better World Somewhere 4:50 | Dr. John                     |
| 9            | Confessin' the Blues 4:32                   | Marty Stuart                 |
| 10           | Hummingbird 4:20                            | Dionne Warwick               |
| 11           | Bring it on Home to me 3:10                 | Paul Carrack                 |
| 12           | Paying the Cost to Be the Boss 3:35         | The Rolling Stones           |
| 13           | Let the Good Times Roll 5:12                | Zucchero                     |
| 14           | Dangerous Mood 4:55                         | Joe Cocker                   |
| 15           | Keep it coming 3:55                         | Heavy D.                     |
| 16           | Crying Won't Help You 4:12                  | David Gilmour & Paul Carrack |
| 17           | Night Life 4:30                             | Willie Nelson                |

## Charts
- The Billboard 200 #73
- Billboard Top Blues Albums #1[2]

## Kritikerstimmen
- Longtime fans who are aware of King's genre-stretching capabilities will find much to savor here. AMG Cub Coda (Langzeitfans, denen King´s genreüberschreitenden Fähigkeiten bewusst sind, werden hier viel zum Genießen finden.)[3]
- Every so often, the venerable Mr. King records with various pop stars: [DEUCES WILD] finds him entertaining with characteristic warmth and sincerity on a program mixing old favorites and new tunes... 3 1/2 von 5 Sternen Down Beat (2/98, p.59) (Gelegentlich nimmt der ehrwürdige Mr. King mit verschiedenen Popstars auf:Deuces Wild lässt ihn mit der üblichen Wärme und Aufrichtigkeit einen Mix von alten und neuen Liedern bringen.)[4]
- Although it's an overblown international project with no affinity for the meaning of the blues, the players and their love for the music triumph. -Stanley Booth (Obwohl es ein überbordendes internationales Projekt mit keinem Bezug zur Bedeutung des Blues ist, triumphieren doch die Musiker und ihre Liebe zur Musik)
- Looks great on paper. In reality, turns out to be OK, a collection of nice songs. electricblues.com (Hört sich super an, aber in Wirklichkeit ist es nur OK, eine Sammlung netter Songs.)
- Eine Platte für Leute, die Joe Cockers kleine Biermusik zum Wegsegeln für den Inbegriff des Blues halten. Was dieses Grammy-artige All-Star-Meeting gerade noch rettet, sind die wie immer über alle Zweifel erhabenen Performances von B.B. King & Lucille und der eine oder andere gelungene Zwiegesang. Der Schallplattenmann sagt... 07.12.1997[5]
- B.B.'s ability to make his guitar Lucille speak transcends stylistic boundaries, as heard on Deuces Wild Jas Obrecht Bass Player (B. B. Fähigkeit Lucille jenseits stilistischer Grenzen zum Sprechen zu bringen, kann man auf Deuces Wild hören.)[6]

## Verkaufszahlen
| Land/Region               | Auszeichnungen für Musikverkäufe (Land/Region, Auszeichnung, Verkäufe) | Verkäufe |
| ------------------------- | ---------------------------------------------------------------------- | -------- |
| Kanada (MC)               | Platin                                                                 | 100.000  |
| Neuseeland (RMNZ)         | Gold                                                                   | 7.500    |
| Spanien (Promusicae)      | Gold                                                                   | 50.000   |
| Vereinigte Staaten (RIAA) | Gold                                                                   | 500.000  |
| Insgesamt                 | 3× Gold · 1× Platin ·                                                  | 657.500  |

Hauptartikel: B. B. King#Auszeichnungen für Musikverkäufe